# ヨハン・ファン・ゼイル

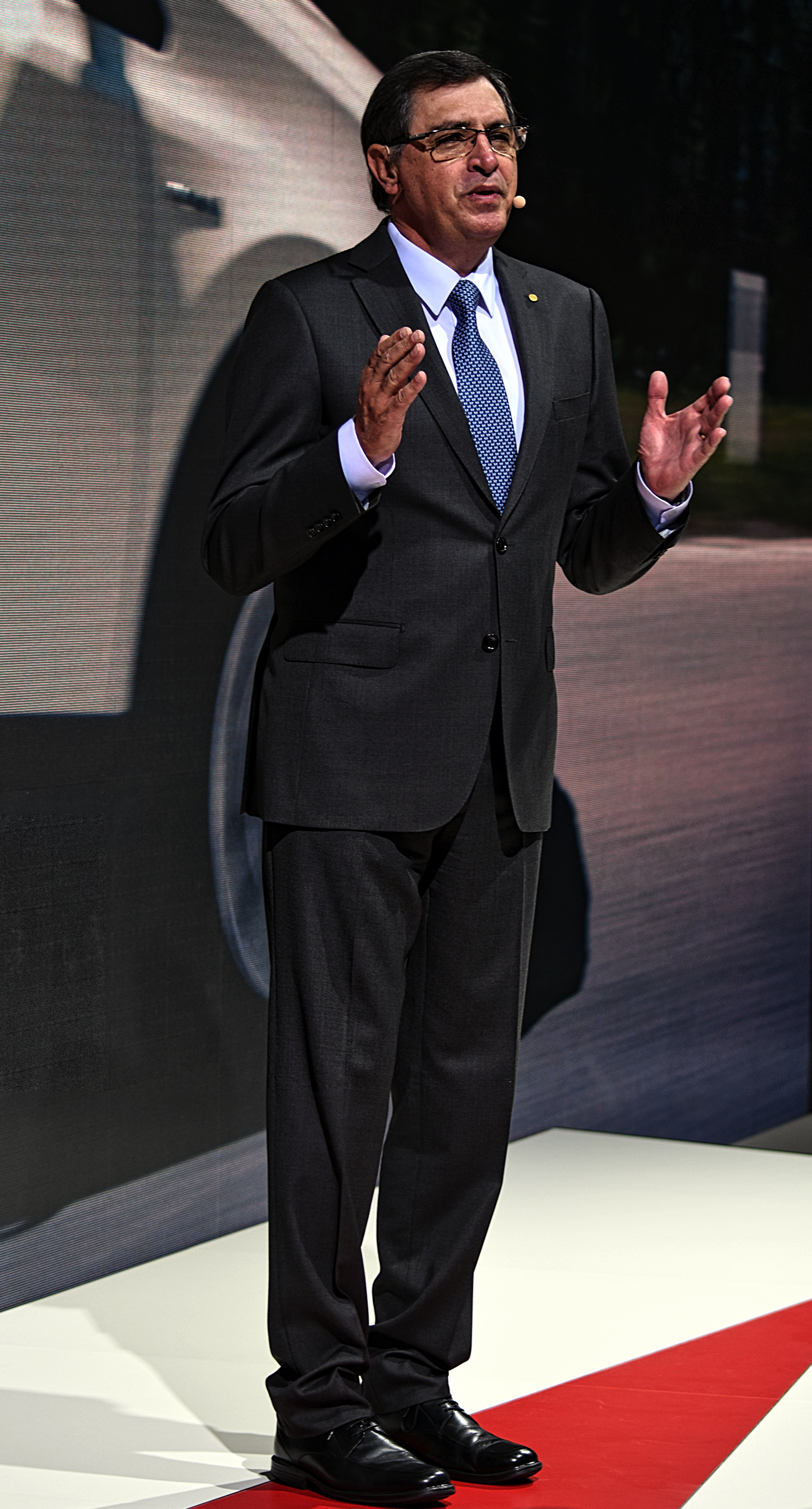
ヨハン・ファン・ゼイル（2017年）

ヨハン・ファン・ゼイル（Johan van Zyl、1958年6月8日 - 2021年7月30日）は、実業家、経営学博士。元欧州トヨタ自動車取締役社長兼最高経営責任者。

## 人物・経歴
1986年ポチェフストルーム大学卒業、経営学博士。1993年南アフリカトヨタ自動車販売担当取締役。1995年南アフリカトヨタ自動車グループマーケティング取締役。1996年南アフリカトヨタ自動車常務取締役。2002年南アフリカトヨタ自動車取締役社長兼COO。2003年南アフリカトヨタ自動車取締役社長兼CEO。2009年トヨタ自動車常務役員。2011年トヨタ自動車中ア中本部副本部長。2013年トヨタ自動車アフリカ本部本部長。2015年トヨタ自動車欧州本部本部長、トヨタ モーター ヨーロッパ取締役社長兼CEO就任。2016年南アフリカトヨタ自動車取締役会長。2017年トヨタ自動車専務役員。2019年トヨタ自動車執行役員。イギリスの欧州連合離脱への対応などにあたった。2021年4月に会長職を勇退。
2021年7月に新型コロナウイルス感染症（COVID-19）に感染。療養を続けていたが、同月30日にプレトリアの病院にて死去した。63歳没。